# Haizhou, Fuxin
Haizhou är ett stadsdistrikt och säte för stadsfullmäktige i Fuxin i Liaoning-provinsen i nordöstra Kina. Det ligger omkring 150 kilometer väster om provinshuvudstaden Shenyang. 